# Chililabombwe
Chililabombwe (vroeger: Bancroft) is een stad in Zambia. Het ligt in de provincie Copperbelt. Tijdens de census van 2000 had Chililabombwe 54.504 inwoners. Het ligt 1.400 meter hoog en ligt 10 km verwijderd van de grens met de Democratische Republiek Kongo. Chililabombwe is het noordelijkste eindpunt van Zambia Rail.
In Chililabombwe wordt veel koper gewonnen.